# Борнхолм
Борнхолм (на датски: Bornholm; на старонорвежки: Burgundaholmr) е четвъртият по големина датски остров в Балтийско море, разположен източно от Дания, южно от Швеция, североизточно от Германия и северно от най-западната част на Полша. Островът заема площ от 588,36 km2 и е населяван от 39 572 души към 2019 г. Главен град и пристанище – Рьоне, разположен на западното крайбрежие.
Основните икономически дейности са острова са млекопроизводството, грънчарството и стъкларството. Развит е и летният туризъм. На острова се намират особено много скандинавски кръгли църкви.
Бидейки стратегически разположен в Балтийско море, за Борнхолм са се водили многобройни битки през вековете. През повечето време е управляван от Дания, но е бил управляват също от Швеция и Любек. Хамерсхус, разположена в северозападния край на острова, е най-голямата средновековна крепост в Северна Европа и засвидетелства значението на местоположението на острова.

## География
Топографията на острова е съставена от стръмни скални образувания на север, снижаващи се към борови и листопадни гори, селскостопански райони по средата и пясъчни плажове на юг. Северните части са съставени главно от архайски гранити. На юг са разпространени палеозойки и мезозойски пясъчници, варовици и шисти. На югоизток и на запад преобладават дюни. Като цяло релефът е хълмист (моренна и водно-ледникова равнина), като най-високата точка е връх Рютеркнегтен – 162 m. На 18 km североизточно от острова се намира малкият архипелаг Ертхолмен. Климатът е океански, относително сходен с този в южната част на Швеция и в континенталната част на Дания. Времето се задържа топло до октомври, което е позволило да се развие местният сорт смокиня Борнхолмски диамант. Растителността е представена основно от хвойна, като широколистните гори заемат около 17% от територията на острова. Има залежи на огнеупорни глини и каолин. Добив на гранит.
На острова се говори Борнхолмски диалект, който официално е диалект на датския език.

## Население
| 1850   | 1901   | 1916   | 1925   | 1935   | 1945   | 1955   |
| ------ | ------ | ------ | ------ | ------ | ------ | ------ |
| 27 927 | 40 677 | 43 445 | 45 550 | 45 819 | 47 185 | 48 475 |
| 1965   | 1976   | 1986   | 1995   | 2005   | 2015   | 2019   |
| 48 620 | 47 242 | 46 919 | 44 823 | 43 347 | 39 842 | 39 572 |

## История
Борнхолм е съставна част от историческите датски земи. Първоначално е административна единица в провинция Скания и се управлява чрез местния закон, който е заложен през 13 век. Контролът над острова прераства в дългогодишен спор между престола на Лунд и датската корона, кулминиращ в няколко битки. Първата крепост, построена на острова, е Гамлеборг, която впоследствие е заменена от Лилеборг, построена от краля през 1150 г. През 1149 г. кралят приема да прехвърли три от четирите сотни (райони) на архиепископа. През 1250 г. архиепископът построява своя собствена крепост – Хамерсухс. Кампания, предприета от нея през 1259 г., покорява останалата част от острова, включително Лилеборг. През следващите 200 години статутът на острова продължава да е обект на спорове. Борнхолм е даден под наем на Любек за 50 години през 1525 г.
Шведите покоряват острова през 1645 г., но го връщат на Дания по силата на следващия мирен договор между двете страни. По време на Малката северна война през 1658 г., Дания отстъпва острова на Швеция, заедно със Сконеланд, Бохуслен и Трьонделаг по силата на Роскилдския мир. Същата година избухва бунт, в който е застрелян шведски командир. След бунта група островитяни предлагат острова като подарък на крал Фредерик III при условие той никога повече да не бъде отстъпван. Статутът му е потвърден от Копенхагенския мир през 1660 г.
Шведи, най-вече от Скания и Смоланд, емигрират на острова през 19 век в търсене на работа и по-добри условия. Повечето от емигрантите, обаче, не се задържат дълго. Борнхолм привлича и много известни художници в началото на 19 век.
Като част от Дания, Борнхолм е окупиран от Нацистка Германия на 10 април 1940 г. и служи като преден пост за наблюдение и подслушване, бидейки част от Източния фронт. Централната позиция на острова в Балтийско море го прави важна естествена крепост между Германия и Швеция, на практика държейки подводниците и разрушителите далеч от германските води. Построени са няколко бетонни крайбрежни съоръженията по време на войната. Никое от тях не е използвано.
През май 1945 г. военновъздушните сили на СССР провеждат тежка бомбардировка на острова. Германският гарнизонен командир, Герхард фон Кампц, отказва да се предаде, тъй като иска да се предаде на западните съюзници. Германците изпращат няколко телеграми до Копенхаген, искайки поне един британски войник да бъде пратен на Борнхолм, за да могат германците да се предадат на него, вместо на съветите. Междувременно, съветските самолети безмилостно бомбардират и унищожават над 800 къщи в Рьоне и Нексьо. Населението е предизвестено за нападението и е евакуирано, но все пак загиват 10 души. На 9 май съветски войски пристигат на острова и след кратко сражение германския гарнизон от 12 000 души се предава. Съветските войски напускат острова на 5 април 1946 г.
След изтеглянето на съветските войски от острова, СССР заявява, че стационирането на чуждестранни войски на Борнхолм би се считало за обявяване на война на Съветския съюз и че Дания трябва да има гарнизон на острова, за да го предпазва от чуждестранна агресия. Тази политика остава в сила и след образуването на НАТО, в която Дания е член.